# 辛西婭·塔克 (政治人物)
辛西婭·塔克 (1954-) 是一个加拿大政治人物。她於2000年至2002年之间在加拿大育空地区育空議會中代表洛恩山選區出任议员。她是育空自由黨的成員。